# Henrique Rosa
Henrique Pereira Rosa (18. ledna 1946 – 15. května 2013) byl politik a bývalý prozatímní prezident Guineje-Bissau v letech 2003 až 2005.

## Život a kariéra
Narodil se 18. ledna v roce 1946 v Bafatě.
Od 28. září 2003 do 1. října 2005 byl prozatímním prezidentem Guineje-Bissau. Jeho jmenování následovalo po vojenském převratu, který 14. září svrhl vládu prezidenta Kumby Ialá. Po následujících jednáních mezi politickými představiteli občanské společnosti a vojenským výborem pro obnovu ústavního a demokratického pořádku, který vedl Veríssimo Correia Seabra.
Hlavním cílem přechodné vlády prezidenta Rosy bylo uspořádat volby, které by zemi vrátily ústavní a demokratický režim. Toho bylo dosaženo v březnu 2004 uspořádáním svobodných a spravedlivých parlamentních voleb. Prezidentské volby konané v červnu a červenci 2005 byly rovněž považovány za demokratické a transparentní. V těchto posledních volbách zvítězil João Bernardo „Nino“ Vieira, který byl prezidentem již předtím. Samotný Rosa nekandidoval.
Během dvouletého prozatímního prezidentování se Rosově vládě podařilo zajistit určitou politickou stabilitu a výrazně zlepšit stav lidských práv v zemi.
Kandidoval až v roce 2009 jako nezávislý kandidát. Skončil na třetím místě.
Zemřel 15. května 2013 v nemocnici v portugalském Portu po devítiměsíčním boji s rakovinou plic. Bylo mu 67 let.